# Yunomae Manga Museum
Le Yunomae Manga Museum (湯前まんが美術館, Yunomae Manga Bijutsukan), également connu sous le nom de Nasu Ryosuke Memorial Hall, est un musée situé à Yunomae, dans la préfecture de Kumamoto au Japon. Il est dédié à l'œuvre du caricaturiste et dessinateur local Ryōsuke Nasu, ainsi qu'à la promotion de la culture du manga et de la caricature.

## Historique
Le Yunomae Manga Museum a été inauguré en 1992. En 2024, le musée a ouvert un nouvel espace appelé « Leaning Manga Labo », permettant aux visiteurs de lire librement une vaste collection de mangas, ainsi qu'un bâtiment annexe, le « Toshokoryu-to » (bibliothèque d'échange), renforçant son rôle de centre culturel.

## Collections
La collection permanente du musée se concentre sur les œuvres de Ryōsuke Nasu (1913-1989), comprenant environ 6 000 pièces, dont des caricatures politiques, des illustrations et des dessins originaux. Une réplique de l'atelier de l'artiste est également exposée, offrant un aperçu de son environnement de travail. En plus de cette collection, le musée présente des expositions temporaires mettant en vedette des manuscrits originaux et des copies d'œuvres d'autres mangakas célèbres, ainsi que des expositions de photographies et de peintures.
Le musée organise également le concours annuel de caricatures en l'honneur de Ryōsuke Nasu, qui attire plus de 500 participants à l'échelle nationale. Les œuvres primées sont souvent exposées dans une galerie spéciale.

## Architecture
Conçu par l'architecte Hideaki Katsura, le bâtiment du musée fait partie du projet Kumamoto Artpolis, qui promeut l'intégration de l'architecture contemporaine dans les zones rurales. Construit avec du bois de cèdre local, le musée présente une esthétique qui combine modernité et éléments traditionnels, notamment un motif inspiré des jouets kiji-uma. Sa conception a été reconnue pour son harmonie avec l'environnement naturel des montagnes de Kumamoto.

## Informations pratiques
- Adresse : 1834-1 Yunomae-machi, Kuma-gun, Préfecture de Kumamoto, Japon[6]
- Horaires : 9h30–17h00
- Fermeture : Jours fériés du Nouvel An (généralement du 28 décembre au 3 janvier)
- Tarifs : 300 yens pour les lycéens et adultes, 100 yens pour les collégiens et écoliers, gratuit pour les enfants d'âge préscolaire. Les tarifs peuvent varier lors d'expositions spéciales.
- Accès : Accessible à pied depuis la gare de Yunomae sur la ligne Yunomae.